# Paul Apel (író)
Paul Apel (Berlin, 1872. augusztus 2. – Berlin, 1946. október 9.) német író, drámaíró

## Élete
Apja Max Apel, a berlini Kadettenhaus tanára volt. Középiskolai tanulmányait a Falk-Realgymnasiumban végezte, ezután a Humboldt Egyetemen filozófiát, matematikát és fizikát hallgatott. Diplomája megszerzése után színész és szabadúszó író lett. 1907-ben megbetegedett, éveken át a svájci Davosban kezelték. Hans Sonnenstoßers Höllenfahrt című darabjával 1911-ben komoly színpadi sikert aratott, s elnyerte a Bauernfeld-díjat. 1914-ben megkapta a Johannes Fastenrath-díjat is. Tagja volt a Reichsverband Deutscher Schriftsteller-nek (Német Írók Birodalmi Szövetsége). 1946-ban halt meg, amikor kivetette magát a nácitlanítási bizottság épülete negyedik emeletének egyik ablakából.

## Munkái
- Die Mörickes. dráma, 1903.
- Geist und Materie. Allgemeinverständliche Einführung in die Philosophie. Skopnik, Berlin 1904.
- Der Materialismus. Allgemeinverständliche Einführung in die Probleme der Philosophie. Skopnik, Berlin 1906.
- Ich und das All. Skopnik, Berlin 1907
- Wie adeln wir unsere Seele? Briefe. Skopnik, Berlin 1907.
- Die Macht der Seele. Eine Laienpredigt an alle Denkenden. Skopnik, Berlin 1908.
- Liebe. Tragikomische Groteske. Oesterheld, Berlin 1908.
- Johannes Cantor. dráma, 1908.
- Das innere Glück. Nachdenkliche Plaudereien. Skopnik, Berlin 1909
- Die Überwindung des Materialismus. Skopnik, Berlin 1909.
- Hans Sonnenstoßers Höllenfahrt. Heiteres Traumspiel. Drama. 1911.
- Gertrud Germeilen. Trauerspiel des Herzens. Drama. Oesterheld, Berlin 1913.
- Der Häuptling. Satirspiel in drei Akten. Oesterheld, Berlin 1917.
- Hansjörgs Erwachen. Drama. Oesterheld, Berlin 1918.
- Der goldene Dolch. Ein Schauspiel : nach einem altjapanischen Motiv. Die Drehbühne, Berlin 1940.
- Zwei Spiele. Andermann, Wien 1944.

## Fordítás
- Ez a szócikk részben vagy egészben  a   Paul Apel (Schriftsteller) című német Wikipédia-szócikk ezen változatának fordításán alapul.  Az eredeti cikk szerkesztőit annak laptörténete sorolja fel. Ez a jelzés csupán a megfogalmazás eredetét és a szerzői jogokat jelzi, nem szolgál a cikkben szereplő információk forrásmegjelöléseként.